# Johanna Ahlm
Johanna Maria Helène Ahlm (Gotemburgo, Suecia, 3 de octubre de 1987) es una exjugadora sueca de balonmano. Inició y concluyó su carrera en el club sueco IK Sävehof, pero, aparte de esos períodos, desarrolló el resto de su trayectoria en la liga danesa de balonmano. También formó parte de la Selección Femenina de Balonmano de Suecia. Compitió en los Juegos Olímpicos de Verano de 2008 en Beijing, donde Suecia finalizó en el octavo lugar, y en los Juegos Olímpicos de Londres 2012, en los que Suecia ocupó el undécimo puesto. En el torneo olímpico de 2008, Ahlm se destacó entre las diez mejores goleadoras, anotando 40 goles.

## Carrera

### Carrera de club
Ahlm comenzó su carrera como jugadora juvenil en IK Sävehof, donde recibió formación de sus padres. Su primer gran éxito se produjo en el torneo juvenil de 2005. Con IK Sävehof, logró conquistar tres campeonatos suecos antes de trasladarse a Dinamarca. Inicialmente se unió al Aalborg DH, pero fue cedida inmediatamente al Viborg HK. La temporada siguiente, firmó un contrato permanente con Viborg HK, donde jugó durante tres años. A pesar de las lesiones que la afectaron en Viborg, Ahlm contribuyó a la conquista de la Champions League y el doblete en la liga danesa en 2010.
Después de tres años, se unió al Team Esbjerg, con el que ganó nuevamente la liga danesa en 2014. En el mismo año, alcanzó la final de la EHF Cup, donde el Team Esbjerg fue derrotado por el equipo ruso GK Lada.
Antes de la temporada 2015-2016, firmó con el FC Midtjylland Håndbold, pero en 2016 regresó a su club de infancia, IK Sävehof. Sin embargo, estuvo alejada de la cancha durante toda una temporada debido a una lesión de ligamento cruzado y un embarazo. Regresó al balonmano en noviembre de 2017 y, en esa misma temporada, ganó su cuarto Campeonato Sueco. Tras conquistar su quinto Campeonato Sueco al año siguiente, se retiró del balonmano.

### Carrera en la selección nacional
Debutó con la selección nacional en 2005, a la edad de 18 años, en un partido contra Dinamarca. Su primer gran torneo internacional fue el Campeonato Europeo de Balonmano Femenino de 2006, aunque tuvo un tiempo limitado de juego.
Su verdadero avance se produjo en los Juegos Olímpicos de 2008. Sin embargo, se perdió el Campeonato Europeo de Balonmano Femenino de 2010 debido a una lesión.

## Logros
- Carpathian Trophy:
  - Ganadora: 2015
- Liga Sueca
  - Ganadora: 2006, 2007, 2009, 2018, y 2019 con IK Sävehof
- Liga Danesa
  - Ganadora: 2010 con Viborg HK, 2014 con Team Esbjerg
- Champions League
  - Ganadora: 2010 con Viborg HK